# Alexandre Garnizé
José Alexandre dos Santos de Oliveira (4 de dezembro de 1971, Camaragibe), mais conhecido pelo seu nome artístico Alexandre Garnizé é um músico percussionista, compositor, historiador, pesquisador, ativista e ator brasileiro, conhecido por seu trabalho com as bandas Faces do Subúrbio, e F.U.R.T.O.
Além de trabalhar em diversas organizações não-governamentais, como as ONGs Tortura Nunca Mais e Luz da Periferia, Garnizé é o criador do Projeto Criarte, que é responsável por tirar centenas de crianças e adolescentes das ruas. Em novembro de 1999, este projeto ganhou do governo federal o prêmio "Prefeito Criança".

## Biografia
Alexandre descobriu o dom da música aos 6 anos, quando viu pela primeira vez uma roda de candomblé e ficou batucando em uma caixa de papelão.
Em 1996, ele entrou para o Faces do Subúrbio, e era conhecido apenas por Garnizé. Antes disso, porém, ele foi baterista do grupo de thrash metal "The Ax".
Em 2000, ele foi convidado por Paulo Caldas e Marcelo Luna para participar do documentário "O Rap do Pequeno Príncipe Contra as Almas Sebosas", como protagonista e compositor da trilha sonora.
De 2001 a 2004, Garnizé participou do Percuba, simpósio de percussão realizado em Havana, Cuba.
Em 2004 foi convidado por Marcelo Yuka para integrar a banda F.U.R.T.O. (Frente Urbana de Trabalhos Organizados).
Em 2012 fundou o bloco Tambores de Olokun, trazendo o tradicional Maracatu de Baque Virado de Pernambuco para o Rio de Janeiro, com uma nova cara.

## Prêmios e indicações
- (2000) Festival Internacional del Nuevo Cine Latinoamericano (com DJ Dolores)

## Discografia

### Com oFaces do Subúrbio
- 1997 - "Faces do Subúrbio"
- 2000 - "Como É Triste de Olhar"

### Com a bandaF.U.R.T.O (Frente Urbana de Trabalhos Organizados)
- 2005 - Sangueaudiência